# Canton de Cuiseaux
Le canton de Cuiseaux est une circonscription électorale française située dans le département de Saône-et-Loire et la région Bourgogne-Franche-Comté.

## Géographie
Ce canton est organisé autour de Cuiseaux dans l'arrondissement de Louhans.

## Histoire
- De 1833 à 1848, les cantons de Beaurepaire et de Cuiseaux avaient le même conseiller général. Le nombre de conseillers généraux était limité à 30 par département[5].

- Par décret du 18 février 2014, le nombre de cantons du département est divisé par deux, avec mise en application aux élections départementales de mars 2015. Le canton de Cuiseaux est conservé et s'agrandit. Il passe de 9 à 28 communes[4].

## Représentation

### Conseillers d'arrondissement (de 1833 à 1940)
| Période                                  | Période      | Identité                                 | Étiquette           | Qualité |
| ---------------------------------------- | ------------ | ---------------------------------------- | ------------------- | --- |
| 1833                                     | 1848         | Jacques Henri Rojat                      |                     | Notaire à Cuiseaux                                                                                          |
| 1848                                     | 1858         | Charles Joseph Michel                    |                     | Maire de Dommartin-lès-Cuiseaux                                                                             |
| 1858                                     | 1870         | Claude Joseph Flavien Ferdinand Lyonnais | Candidat recommandé | Propriétaire à Varennes-Saint-Sauveur                                                                       |
| 1870                                     | 1883         | Charles Joseph Michel                    | Conservateur        | Propriétaire rentier à Dommartin-lès-Cuiseaux, membre de la Chambre d'agriculture                           |
| 1883                                     | 1884         | Jean-François Valéry-Collet              | Républicain         | Géomètre expert, maire de Varennes-Saint-Sauveur                                                            |
| Août 1884                                | 1886         | Joseph Petitjean                         |                     | Médecin, maire de Flacey-en-Bresse                                                                          |
| 1886                                     | 1892         | Jules Albin-Lombard                      | Républicain         | Adjoint au maire de Cuiseaux                                                                                |
| 1892                                     | 1910         | Fernand Pillard                          | Radical             | Greffier de la justice de paix à Cuiseaux                                                                   |
| 1910                                     | 1928         | Léonce Paccaut                           |                     | Huissier à Cuiseaux                                                                                         |
| 1928                                     | 1929 (décès) | Georges Petit                            | Union républicaine  | Pharmacien à Varennes-Saint-Sauveur                                                                         |
| 15 janvier 1930                          | 1934         | Henri Pauly                              | SFIO                | Greffier de la justice de paix à Cuiseaux                                                                   |
| 1934                                     | 1940         | Claude Raffin                            | Radical             | Maire de Varennes-Saint-Sauveur                                                                             |
| 1940                                     |              |                                          |                     | Les conseils d'arrondissement ont été suspendus par la loi du 12 octobre 1940 et n'ont jamais été réactivés |
| Les données manquantes sont à compléter. |              |                                          |                     | |

### Conseillers généraux de 1833 à 2015
| Période | Période      | Identité                                       | Étiquette                | Qualité |
| ------- | ------------ | ---------------------------------------------- | ------------------------ | --- |
| 1833    | 1848         | Pierre Ambroise Puvis de Chavannes (1780-1861) | Constitutionnel          | Propriétaire à Marciat (Les Charmeilles) Maire de Joudes |
| 1848    | 1853 (décès) | Jacques Henri Rojat                            |                          | Notaire, percepteur, maire de Cuiseaux, conseiller d'arrondissement |
| 1853    | 1859 (décès) | Jean-Baptiste Claude Rojat                     |                          | Notaire, maire de Cuiseaux |
| 1861    | 1867         | Ernest Falconnet (gendre du précédent)         |                          | Conseiller à la Cour Impériale de Paris |
| 1867    | 1871         | François-Antoine-Adolphe Puvis de Chavannes    | Conservateur Monarchiste | Propriétaire - Maire de Champagnat puis de Joudes Député (1871) |
| 1871    | 1884 (décès) | Jules Logerotte                                | Gauche républicaine      | Avocat au barreau de Louhans Député (1876-1884) |
| 1884    | 1886 (décès) | Jean François Valéry Collet                    | Républicain              | Propriétaire, géomètre-expert, maire de Varennes-Saint-Sauveur (1882-1886), conseiller d'arrondissement |
| 1887    | 1901         | Marie César Alphonse Puvis de Chavannes        | Droite                   | Magistrat - Maire de Champagnat (1881-1930) |
| 1901    | 1933 (décès) | Valéry Collet                                  | RG                       | Maire de Varennes-Saint-Sauveur |
| 1933    | 1940         | René Burtin                                    | SFIO                     | Ancien instituteur à Louhans Député (1928-1932 et 1936-1942) |
|         |              |                                                |                          | |
| 1945    | 1949         | Bernard Morey                                  | SFIO                     | Industriel à Cuiseaux |
| 1949    | 1965         | Paul Guimet                                    | RPF puis DVD             | Médecin surnommé le Médecin des résistants Premier adjoint au maire de Varennes-Saint-Sauveur |
| 1965    | 1969 (décès) | Henri Vincent                                  | DVD                      | Directeur d'école, ancien résistant, maire de Cuiseaux |
| 1970    | 2004         | René Beaumont                                  | DVD puis UDF puis UMP    | Docteur vétérinaire Sénateur (2004-2014) Député (1986-1997) Président du Conseil Général (1985-2004) Maire de Varennes-Saint-Sauveur (1970-2001) Ancien président de la Communauté de communes du Canton de Cuiseaux |
| 2004    | 2015         | Frédéric Cannard                               | PS                       | Agriculteur propriétaire-exploitant Conseiller municipal de Varennes-Saint-Sauveur |

### Conseillers départementaux à partir de 2015
| Période élective | Période élective | Mandat | Mandat   | Identité         | Nuance | Nuance | Qualité                                                                                          |
| ---------------- | ---------------- | ------ | -------- | ---------------- | ------ | ------ | ------------------------------------------------------------------------------------------------ |
| 2015             | 2021             | 2015   | 2021     | Frédéric Cannard |        | PS     | Agriculteur propriétaire-exploitant Conseiller municipal de Varennes-Saint-Sauveur jusqu'en 2020 |
| 2015             | 2021             | 2015   | 2021     | Sylvie Chambriat |        | DVG    | Infirmière, conseillère municipale de Montpont-en-Bresse jusqu'en 2020                           |
| 2021             | 2028             | 2021   | en cours | Frédéric Cannard |        | PS     | Conseiller sortant, suppléant de la Députée Cécile Untermaier                                    |
| 2021             | 2028             | 2021   | en cours | Sylvie Chambriat |        | DVG    | Conseillère sortante                                                                             |

### Résultats détaillés

#### Élections de mars 2015
À l'issue du 1er tour des élections départementales de 2015, trois binômes sont en ballottage : Frédéric Cannard et Sylvie Chambriat (Union de la Gauche, 35,79 %), Thierry Colin et Françoise Jaillet (Union de la Droite, 34,2 %) et Anthony Dorier et Viviane Tresorier (FN, 30,01 %). Le taux de participation est de 52,54 % (7 879 votants sur 14 997 inscrits) contre 50,75 % au niveau départemental et 50,17 % au niveau national.
Au second tour, Frédéric Cannard et Sylvie Chambriat (Union de la Gauche) sont élus avec 37,89 % des suffrages exprimés et un taux de participation de 56,51 % (3 118 voix pour 8 473 votants et 14 995 inscrits).
Sylvie Chambriat est apparentée PS.

#### Élections de juin 2021
Le premier tour des élections départementales de 2021 est marqué par un très faible taux de participation (33,26 % au niveau national). Dans le canton de Cuiseaux, ce taux de participation est de 31,78 % (4 742 votants sur 14 921 inscrits) contre 32,7 % au niveau départemental. À l'issue de ce premier tour, deux binômes sont en ballottage : Frédéric Cannard et Sylvie Chambriat (DVG, 45,31 %) et Sébastien Fierimonte et Carole Rivoire-Jacquinot (Divers, 31,91 %).
Le second tour des élections est marqué une nouvelle fois par une abstention massive équivalente au premier tour. Les taux de participation sont de 34,36 % au niveau national, 33,9 % dans le département et 34,13 % dans le canton de Cuiseaux. Frédéric Cannard et Sylvie Chambriat (DVG) sont élus avec 56,56 % des suffrages exprimés (2 661 voix pour 5 094 votants et 14 925 inscrits),,.

## Composition

### Composition avant 2015
Le canton de Cuiseaux regroupait 9 communes.
| Nom                    | Code Insee | Codepostal | Superficie (km2) | Population (dernière pop. légale) | Densité (hab./km2) |
| ---------------------- | ---------- | ---------- | ---------------- | --------------------------------- | ------------------ |
| Cuiseaux (chef-lieu)   | 71157      | 71480      | 21,26            | 1 834 (2012)                      | 86                 |
| Champagnat             | 71079      | 71480      | 13,18            | 498 (2012)                        | 38                 |
| Condal                 | 71143      | 71480      | 16,43            | 423 (2012)                        | 26                 |
| Dommartin-lès-Cuiseaux | 71177      | 71480      | 18,86            | 797 (2012)                        | 42                 |
| Flacey-en-Bresse       | 71198      | 71580      | 13,72            | 355 (2012)                        | 26                 |
| Frontenaud             | 71209      | 71580      | 15,19            | 754 (2012)                        | 50                 |
| Joudes                 | 71243      | 71480      | 11,16            | 401 (2012)                        | 36                 |
| Le Miroir              | 71300      | 71480      | 18,48            | 579 (2012)                        | 31                 |
| Varennes-Saint-Sauveur | 71558      | 71480      | 30,16            | 1 117 (2012)                      | 37                 |

### Composition à partir de 2015
Le canton de Cuiseaux comprend désormais 28 communes.
| Nom                              | Code Insee | Intercommunalité                | Superficie (km2) | Population (dernière pop. légale) | Densité (hab./km2) | Modifier                                    |
| -------------------------------- | ---------- | ------------------------------- | ---------------- | --------------------------------- | ------------------ | ------------------------------------------- |
| Cuiseaux (bureau centralisateur) | 71157      | CC Bresse Louhannaise Intercom' | 21,26            | 1 853 (2022)                      | 87                 | modifier les données · modifier les données |
| L'Abergement-de-Cuisery          | 71001      | CC Terres de Bresse             | 7,96             | 811 (2022)                        | 102                | modifier les données · modifier les données |
| Bantanges                        | 71018      | CC Terres de Bresse             | 10,73            | 566 (2022)                        | 53                 | modifier les données · modifier les données |
| Brienne                          | 71061      | CC Terres de Bresse             | 5,65             | 479 (2022)                        | 85                 | modifier les données · modifier les données |
| Champagnat                       | 71079      | CC Bresse Louhannaise Intercom' | 13,18            | 464 (2022)                        | 35                 | modifier les données · modifier les données |
| La Chapelle-Thècle               | 71097      | CC Terres de Bresse             | 16,48            | 497 (2022)                        | 30                 | modifier les données · modifier les données |
| Condal                           | 71143      | CC Bresse Louhannaise Intercom' | 16,43            | 460 (2022)                        | 28                 | modifier les données · modifier les données |
| Cuisery                          | 71158      | CC Terres de Bresse             | 11,29            | 1 580 (2022)                      | 140                | modifier les données · modifier les données |
| Dommartin-lès-Cuiseaux           | 71177      | CC Bresse Louhannaise Intercom' | 18,86            | 819 (2022)                        | 43                 | modifier les données · modifier les données |
| Flacey-en-Bresse                 | 71198      | CC Bresse Louhannaise Intercom' | 13,72            | 412 (2022)                        | 30                 | modifier les données · modifier les données |
| La Frette                        | 71206      | CC Terres de Bresse             | 11,22            | 251 (2022)                        | 22                 | modifier les données · modifier les données |
| Frontenaud                       | 71209      | CC Bresse Louhannaise Intercom' | 15,19            | 726 (2022)                        | 48                 | modifier les données · modifier les données |
| La Genête                        | 71213      | CC Terres de Bresse             | 11,57            | 567 (2022)                        | 49                 | modifier les données · modifier les données |
| Huilly-sur-Seille                | 71234      | CC Terres de Bresse             | 12,13            | 352 (2022)                        | 29                 | modifier les données · modifier les données |
| Joudes                           | 71243      | CC Bresse Louhannaise Intercom' | 11,16            | 359 (2022)                        | 32                 | modifier les données · modifier les données |
| Jouvençon                        | 71244      | CC Terres de Bresse             | 6,30             | 454 (2022)                        | 72                 | modifier les données · modifier les données |
| Loisy                            | 71261      | CC Terres de Bresse             | 14,64            | 686 (2022)                        | 47                 | modifier les données · modifier les données |
| Ménetreuil                       | 71293      | CC Terres de Bresse             | 15,04            | 410 (2022)                        | 27                 | modifier les données · modifier les données |
| Le Miroir                        | 71300      | CC Bresse Louhannaise Intercom' | 18,48            | 593 (2022)                        | 32                 | modifier les données · modifier les données |
| Montpont-en-Bresse               | 71318      | CC Terres de Bresse             | 37,46            | 1 087 (2022)                      | 29                 | modifier les données · modifier les données |
| Ormes                            | 71332      | CC Terres de Bresse             | 9,80             | 493 (2022)                        | 50                 | modifier les données · modifier les données |
| Rancy                            | 71365      | CC Terres de Bresse             | 5,76             | 612 (2022)                        | 106                | modifier les données · modifier les données |
| Ratenelle                        | 71366      | CC Terres de Bresse             | 8,03             | 369 (2022)                        | 46                 | modifier les données · modifier les données |
| Romenay                          | 71373      | CC Terres de Bresse             | 48,90            | 1 740 (2022)                      | 36                 | modifier les données · modifier les données |
| Sainte-Croix-en-Bresse           | 71401      | CC Bresse Louhannaise Intercom' | 20,87            | 657 (2022)                        | 31                 | modifier les données · modifier les données |
| Savigny-sur-Seille               | 71508      | CC Terres de Bresse             | 14,48            | 385 (2022)                        | 27                 | modifier les données · modifier les données |
| Simandre                         | 71522      | CC Terres de Bresse             | 22,79            | 1 744 (2022)                      | 77                 | modifier les données · modifier les données |
| Varennes-Saint-Sauveur           | 71558      | CC Bresse Louhannaise Intercom' | 30,16            | 1 116 (2022)                      | 37                 | modifier les données · modifier les données |
| Canton de Cuiseaux               | 7114       |                                 | 449,54           | 20 542 (2022)                     | 46                 | modifier les données                        |

## Démographie

### Démographie avant 2015
| 1962  | 1968  | 1975  | 1982  | 1990  | 1999  | 2006  | 2011  | 2012  |
| ----- | ----- | ----- | ----- | ----- | ----- | ----- | ----- | ----- |
| 7 013 | 6 678 | 6 437 | 6 363 | 6 261 | 6 114 | 6 570 | 6 771 | 6 758 |

### Démographie depuis 2015
En 2022, le canton comptait 20 542 habitants, en évolution de +1,83 % par rapport à 2016 (Saône-et-Loire : −1,06 %, France hors Mayotte : +2,11 %).
| 2013   | 2018   | 2022   |
| ------ | ------ | ------ |
| 20 169 | 20 296 | 20 542 |